# Šazam Safin
Šazam Sergeevič Safin (in russo Шазам Сергеевич Сафин?; Kochko-Pozharki, 17 aprile 1932 – Mosca, 23 marzo 1985) è stato un lottatore sovietico, specializzato nella lotta greco-romana.

## Palmarès

### Olimpiadi
- Oro a Helsinki 1952 nei pesi leggeri.

### Mondiali
- Bronzo a Napoli 1963 nei 67 kg.